# Жан Домінік Рашетт
Жан Доміні́к Раше́тт (фр. Jaen Dominique Rachette, рос. Рашет Яков Иванович 1744, Франція — 1809, Російська імперія) — російський скульптор 18 століття.

## Життєпис

### Данський період
Навчався у 1760-х роках в Данській королівській академії красних мистецтв. Брав участь в академічних конкурсах і виставках, у 1761 та 1762 рр. виборов малу, а потім велику золоту медалі.

### Німецький період
Був запрошений на працю в Берлінську академію мистецтв, де викладав в 1771–1779 роках. З 1772 року — отримав звання професора.

### Російський період

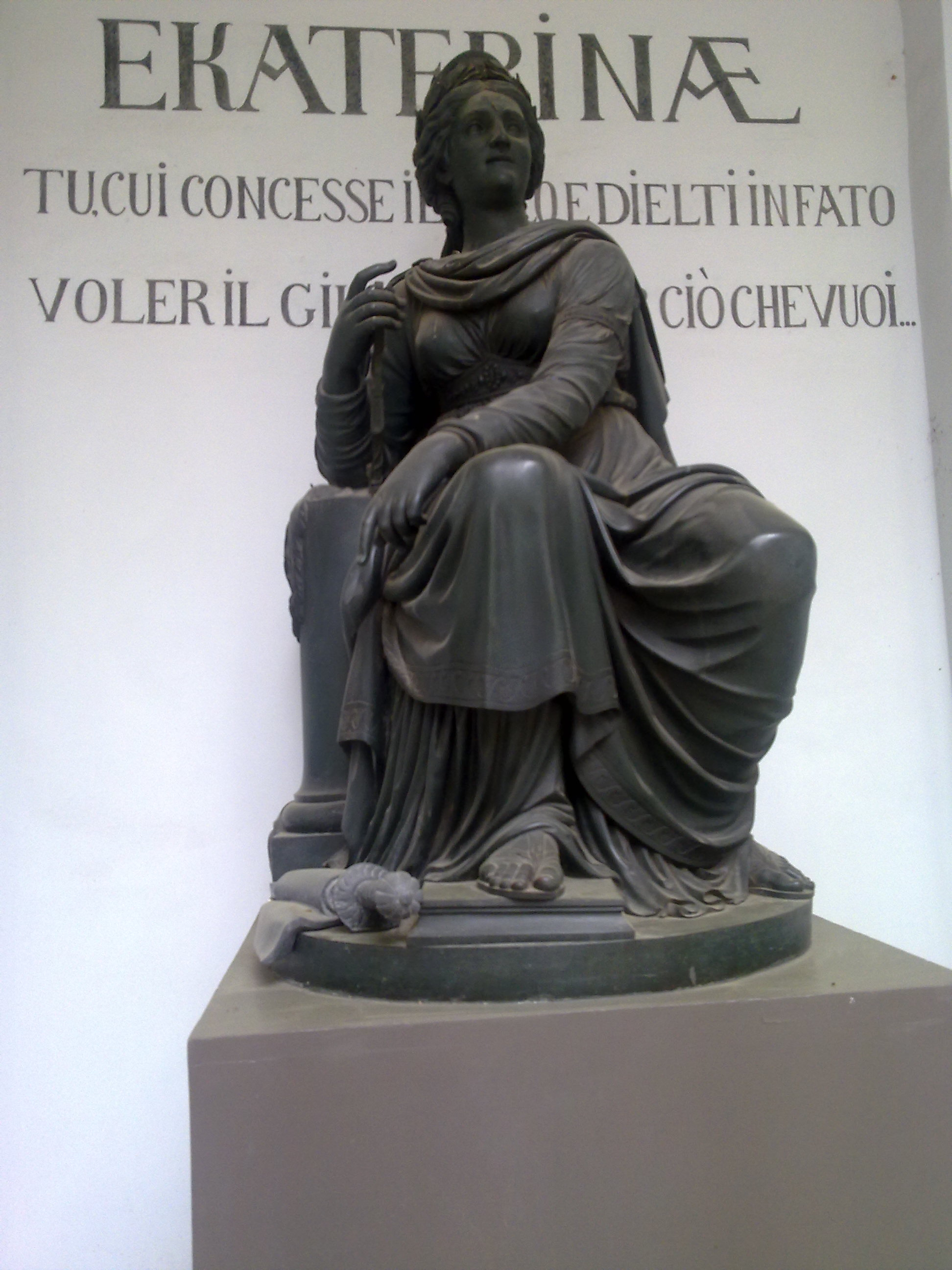
Статуя Катерини ІІ в образі Мінерви. Парк музею-садиби Архангельське

Запрошений на працю в Санкт-Петербург з 1779 року. Призначений на посаду модельмейстера Петербурзького Імператорського порцелянового заводу.
Але майстерне володіння скульптурними технологіями обумовило створення портретів-погрудь, портретних скульптур у повний зріст, монументів та садово-паркової скульптури.

### Катерина ІІ у вигляді Кібели
Для оздоби Царського Села скульптор Рашетт виконав монумент імператриці Катерини ІІ у вигляді римської богині Кібели. Імператриця наказала перетворити порожній тоді парковий павільйон Грот роботи Вартоломея Растреллі на невеличкий музей скульптур. Там розмістили колекцію західноєвропейської скульптури, що придбала імператриця в Британії у колекціонера Лайд Брауна 1785 року. Серед античних портретів давньоримських імператорів розмістили і бронзовий монумент Катерині ІІ. Скульптура простояла майже два століття і була знищили в роки війни 1941—1945 рр.

### Бронзова Піфія для саду Безбородька в Полюстрово
Олександр Безбородько зробив вдалу надвірну кар'єру і висунувся в перший ряд катерининських вельмож. Згодом він придбав дачу на околиці тодішнього Петербурга в Полюстрово, навпроти Смольного монастиря. Первісний палац був вибудуваний тут ще 1772 року за проектом Василя Баженова, що пройшов стажування в Парижі.
1782 року споруду Баженова збільшував і перебудовував архітектор імператриці Джакомо Кваренгі. Ансамбль починався парадним двором (курдонером) і декоративною ґраткою з численними скульптурними левами, а за палацом облаштували пейзажний парк на десять гектарів. Природні красоти мали підкреслити паркові павільйони та садово-паркові скульптури. Тут вибудували декілька мостів і чудернацьких павільйонів. За розплануванням наглядав архітектор Микола Львов. Серед дерев і кущів в саду розмістили погруддя володаря Олександра Безбородька з чавуну роботи Федота Шубіна. Родзинкою саду буда велетенська фігура Піфії у двісті пудів вагою, створена за моделлю скульптора Рашетта.

### Надгробок Безбородька

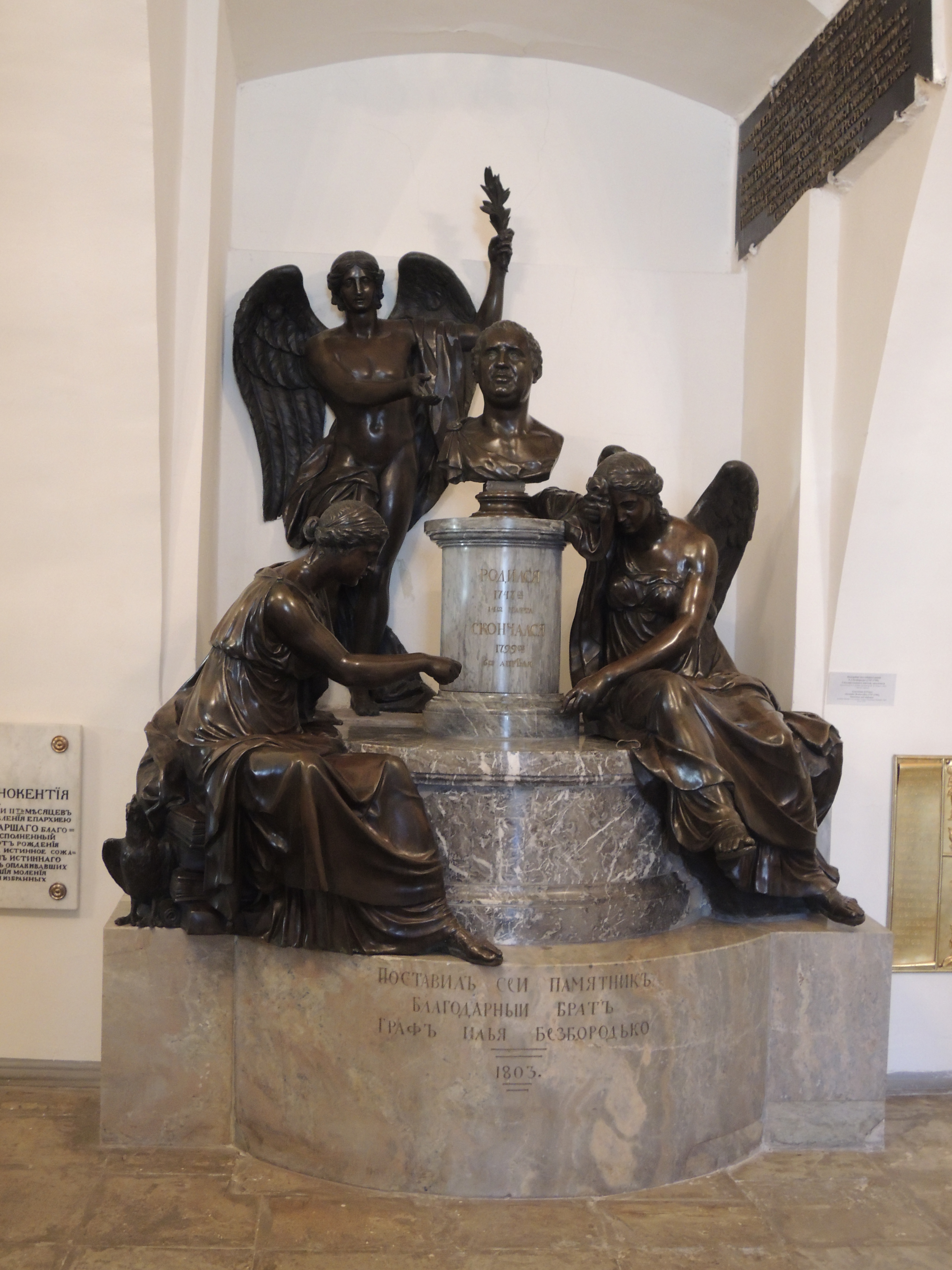
Олександро-Невська лавра, Благовіщенська усипальниця. Надгробок О. А. Безбородька.

Скульптор Рашетт не працював в галузі меморіальної пластики. Але пов'язаний знайомством і працею на графа О. А. Безбородька з Миколою Львовим погодився створити надгробок вельможі. Останній вирішений не стільки в звичній манері надгробка, скільки у вигляді монумента, гідного міської площі. На низькому спупінчатому постаменті сидять алегоричні фігури «Юстиції» та «Ревного служіння державі» (остання — це гасло з дворянського герба Безбородька). Вони сумують поряд із погруддям О. А. Безбородька, встановленим на низькій колоні. Багатофігурну композицію вінчає крилата постать Генія з лавровою гілкою. Пишну програму надгробку створив поет і архітектор Микола Львов. Відповідну епітафію створив поет і знайомий Миколи Львова та Жана Рашетта — Державін Гаврило Романович.

### Родина
Жан Домінік пошлюбився із пані Естер Христиною Ван Докум (? — 1825) 25 жовтня 1765 року в місті Копенгаген. Подружжя мало дев'ять дітей. Родина дала російську гілку Рашеттів.

## Визнання
За суттєвий розвиток російської художньої порцеляни Яків Іванович Рашетт отримав 20 (31) червня 1785 року звання академіка Російської імператорської академії мистецтв. 1786 року за наказом імператриці Катерини II отримав чин колезького асессора. Довгий час був апатридом. 1806 року Яків Іванович Рашетт присягнув «на вечное подданство России». В кінці життя отримав дворянський стан Російської імперії.
«Вестник изящных искусств», т 1, вып. 4, від 1883 року присвятив монографічну статтю творчому доробку митця.
Наприкінці 20 ст. Жану Домініку Рашетту присвятили монографічну виставку, 1999 року вийшов з друку каталог творів скульптора.

## Вибрані твори
- моделі для порцеляни

Садиба Ляличі, Брянська обл. Садибна церква, ремонт.

- барельєфи з алегоріями для зали зібрань Сената в Петербурзі, знищені
- барельєфи з алегоріями для Агатових кімнат Катерини ІІ («Тріумф Амфітрити», «Туалети Афродити», «Посейдон», «Кентавр Несс викрадає Деяніру», «Алкід і Галатея», «Поседон та Амфітріта», «Бог Пан та німфа Сірінга»)
- надгробок князя О. А. Безбородька
- монумент імператриці Катерини ІІ, Царське Село, знищений
- декоративна скульптура Піфії для саду Безбородька в Полюствово, знищена
- Погруддя поета Гаврили Державіна
- Погруддя Петра Рум'янцева-Задунайського
- Монумент Петру Рум'янцеву-Задунайському в садибі Ляличі, знищений